# Higuera de Zaragoza
Higuera de Zaragoza är en ort i Mexiko.   Den ligger i kommunen Ahome och delstaten Sinaloa, i den västra delen av landet, 1 300 km nordväst om huvudstaden Mexico City. Higuera de Zaragoza ligger 12 meter över havet och antalet invånare är 9 037.
Terrängen runt Higuera de Zaragoza är platt. Runt Higuera de Zaragoza är det ganska tätbefolkat, med 83 invånare per kvadratkilometer. Närmaste större samhälle är Ahome, 14,2 km öster om Higuera de Zaragoza. Trakten runt Higuera de Zaragoza består till största delen av jordbruksmark.